# Нью-Гемпшир (провінція)
Нью-Гемпшир (англ. Province of New Hampshire)  була колонією Англії, а пізніше британської провінцією в Північній Америці. Вперше назва була дана в 1629 році території між річками Меррімак і Піскатаква на східному узбережжі Північної Америки, і була названа на честь графства Гемпшир на півдні Англії капітаном Джоном Мейсоном, його першим названим власником. У 1776 році провінція створила незалежний штат і уряд, штат Нью-Гемпшир, і об'єдналася з дванадцятьма іншими колоніями, щоб утворити Сполучені Штати.
Європейці вперше заселили Нью-Гемпшир у 1620-х роках, і провінція протягом багатьох років складалася з невеликої кількості громад уздовж морського узбережжя, річки Піскатакуа та Великої затоки. У 1641 році громади були організовані під керівництвом колонії Массачусетської затоки, поки Карл II не видав колоніальну хартію для провінції та не призначив Джона Катта президентом Нью-Гемпшира в 1679 році. Після короткого періоду перебування окремою провінцією територія була поглинена у домініон Нової Англії в 1686 році. Після розпаду непопулярного домініону 7 жовтня 1691 року Нью-Гемпшир був знову відокремлений від Массачусетса та організований як коронна колонія Англії. Його статут було прийнято 14 травня 1692 року під час співправління Вільгельма та Марії, спільних монархів Англії, Шотландії та Ірландії. Між 1699 і 1741 роками губернатор провінції часто одночасно був губернатором провінції Массачусетс-Бей. Ця практика повністю припинилася в 1741 році, коли Беннінг Вентворт був призначений губернатором. Вентворт висунув претензії від імені провінції на землі на захід від річки Коннектикут, на схід від річки Гудзон і на північ від Массачусетсу, видавши спірні земельні гранти, які були оскаржені провінцією Нью-Йорк, яка також претендувала на цю територію. Ці суперечки призвели до остаточного утворення Республіки Вермонт і американського штату Вермонт.

## Ранні англійські поселення
Постійне англійське поселення почалося після того, як у 1622 році Джону Мейсону та серу Фердінандо Горджам було видано земельні гранти на територію між річками Меррімак і Сагадахок (Кеннебек), приблизно охоплюючи сучасні Нью-Гемпшир і західний Мен. Поселенці, першими лідерами яких були Девід Томсон, Едвард Гілтон і його брат Вільям Гілтон, почали заселяти узбережжя Нью-Гемпшира ще в 1623 році і з часом розширилися вздовж берегів річки Піскатакуа та Великої затоки. Ці поселенці в основному мали намір отримати прибуток від місцевого рибальства. Мейсон і Горджс, жоден з яких ніколи не приїздив до Нової Англії, розділили свої претензії вздовж річки Піскатаква в 1629 році. Мейсон захопив територію між Піскатакуа та Меррімак і назвав її «Нью-Гемпшир», на честь англійського графства Гемпшир.

## Першиі королівські статути
У січні 1680 року Катт вступив на посаду, поклавши край правлінню штату Массачусетс. Однак Катт і його наступник Річард Волдрон були рішуче проти спадкоємців Мейсона та їхніх претензій. Отже, Чарльз видав другу хартію в 1682 році з Едвардом Кренфілдом як губернатора. Кренфілд рішуче підтримував спадкоємців Мейсона, створивши так багато місцевих ворогів у процесі, що його було відкликано в 1685 році. У 1686 році територію було включено до домініону Нова Англія, спроба об’єднати всі колонії Нової Англії в єдиний уряд. Міста Нью-Гемпшира не так сильно постраждали під правлінням сера Едмунд Андрос, як Массачусетс. Після того, як звістка про славну революцію дійшла до Бостона, влада Массачусетсу домовилася заарештувати Андроса та відправити назад до Англії.

## Статут 1691 року
Семюель Аллен, бізнесмен, який придбав претензії Мейсона, був призначений першим губернатором відповідно до статуту 1691 року. Йому так само не вдалося відстоювати земельні претензії масонів, і в 1699 році його замінив граф Белломонт. Белломонт був першим у серії губернаторів, які керували як Нью-Гемпширом, так і провінцією Массачусетс-Бей. До 1741 року посади губернаторів були поділені, і губернатор проводив більшу частину свого часу в Массачусетсі. У результаті лейтенант-губернатори мали значну владу. Подвійне губернаторство стало проблематичним частково через територіальні претензії між Массачусетсом і Нью-Гемпширом. Оскільки південним кордоном первісного гранту Мейсона була річка Меррімак, а Массачусетська хартія вказувала межу в трьох милях на північ від тієї ж річки, претензії суперечили і врешті-решт були доведені до відома короля. У 1741 році Король Георг II постановив, що зараз є кордоном між Массачусетсом і Нью-Гемпширом, і розділив губернаторства, видавши доручення Беннінгу Вентворту як губернатора Нью-Гемпшира.